# Адміністративний устрій Бродівського району
Адміністративний устрій Бродівського району — адміністративно-територіальний устрій Бродівського району Львівської області на 1 міську раду, 1 селищну раду та 23 сільські ради, які об'єднують 103 населені пункти і підпорядковані Бродівській РДА. Адміністративний центр — місто Броди.

## Список громадБродівського району
| № | Назва                           | Центр        | Населені пункти | Площа км² | Місце за площею | Населення (2015), осіб | Місце за населенням |
| - | ------------------------------- | ------------ | --- | --------- | --------------- | ---------------------- | ------------------- |
| 1 | Заболотцівська сільська громада | с. Заболотці | с. Заболотці с. Великі Переліски с. Висоцько с. Лугове с. Малі Переліски с. Ражнів с. Велин с. Вовковатиця с. Мамчурі с. Руда-Брідська |           |                 |                        |                     |
|   |                                 |              | |           |                 |                        |                     |

## Список радБродівського району
| №  | Назва                         | Центр           | Населені пункти | Площа км² | Місце за площею | Населення (2001), осіб. | Місце за населенням |
| -- | ----------------------------- | --------------- | --- | --------- | --------------- | ----------------------- | ------------------- |
| 1  | Бродівська міська рада        | м. Броди        | м. Броди |           |                 |                         |                     |
| 2  | Підкамінська селищна рада     | смт Підкамінь   | смт Підкамінь с. Паньківці с. Стрихалюки с. Яблунівка                                                               |           |                 |                         |                     |
| 3  | Батьківська сільська рада     | с. Батьків      | с. Батьків с. Звижень с. Лукавець с. Межигори                                                                       |           |                 |                         |                     |
| 4  | Вербівчицька сільська рада    | с. Вербівчик    | с. Вербівчик с. Орихівчик с. Стиборівка                                                                             |           |                 |                         |                     |
| 5  | Гаївська сільська рада        | с. Гаї          | с. Гаї с. Гаї-Дітковецькі с. Гаї-Смоленські с. Дітківці                                                             |           |                 |                         |                     |
| 6  | Голубицька сільська рада      | с. Голубиця     | с. Голубиця с. Жарків                                                                                               |           |                 |                         |                     |
| 7  | Комарівська сільська рада     | с. Комарівка    | с. Комарівка с. Антося с. Кіз'я с. Корсів с. Митниця                                                                |           |                 |                         |                     |
| 8  | Лешнівська сільська рада      | с. Лешнів       | с. Лешнів с. Грималівка с. Королівка с. Лісове с. Піски                                                             |           |                 |                         |                     |
| 10 | Маркопільська сільська рада   | с. Маркопіль    | с. Маркопіль с. Шишківці                                                                                            |           |                 |                         |                     |
| 11 | Наквашанська сільська рада    | с. Накваша      | с. Накваша с. Лукаші с. Микити с. Тетильківці                                                                       |           |                 |                         |                     |
| 12 | Паликоровівська сільська рада | с. Паликорови   | с. Паликорови с. Кутище с. Яснище                                                                                   |           |                 |                         |                     |
| 13 | Пеняківська сільська рада     | с. Пеняки       | с. Пеняки с. Літовище с. Малинище с. Чепелі                                                                         |           |                 |                         |                     |
| 14 | Підгорецька сільська рада     | с. Підгірці     | с. Підгірці с. Загірці                                                                                              |           |                 |                         |                     |
| 15 | Пониквянська сільська рада    | с. Пониква      | с. Пониква с. Боратин с. Видра с. Гаї-Суходільські с. Горбалі с. Липина с. Орани с. Переліски с. Підгір'я с. Сухота |           |                 |                         |                     |
| 16 | Пониковицька сільська рада    | с. Пониковиця   | с. Пониковиця с. Глушин с. Голосковичі с. Ковпин Ставок с. Косарщина с. Суходоли                                    |           |                 |                         |                     |
| 17 | Поповецька сільська рада      | с. Попівці      | с. Попівці с. Горбанівка с. Дудин с. Нем'яч с. Шпаки                                                                |           |                 |                         |                     |
| 19 | Смільнівська сільська рада    | с. Смільне      | с. Смільне с. Сидинівка                                                                                             |           |                 |                         |                     |
| 20 | Станіславчицька сільська рада | с. Станіславчик | с. Станіславчик с. Бордуляки с. Збруї с. Кути с. Монастирок с. Панькова                                             |           |                 |                         |                     |
| 21 | Суховільська сільська рада    | с. Суховоля     | с. Суховоля с. Бучина с. Салашка                                                                                    |           |                 |                         |                     |
| 22 | Черницька сільська рада       | с. Черниця      | с. Черниця с. Залісся                                                                                               |           |                 |                         |                     |
| 23 | Шнирівська сільська рада      | с. Шнирів       | с. Шнирів с. Білявці с. Бовдури с. Клекотів                                                                         |           |                 |                         |                     |
| 24 | Язлівчицька сільська рада     | с. Язлівчик     | с. Язлівчик с. Берлин с. Конюшків с. Лагодів с. Мідне                                                               |           |                 |                         |                     |
| 25 | Ясенівська сільська рада      | с. Ясенів       | с. Ясенів с. Дуб'є с. Дубина с. Лучківці с. Новичина с. Теребежі с. Тріщуки                                         |           |                 |                         |                     |

* Примітки: м. — місто, смт — селище міського типу, с. — село, с-ще — селище